# Смертельный круиз Чарли Чана
«Смертельный круиз Чарли Чана» (англ. Charlie Chan's Murder Cruise) — детективный фильм с элементами комедии, поставленный режиссёром Юджином Фордом, который вышел на экраны в 1940 году.
В основу сценария фильма положен роман американского писателя Эрла Дерра Биггерса «Чарли Чан идёт по следу» (англ.  Charlie Chan Carries On) (1930). Это ремейк ныне утраченного фильма «Чарли Чан продолжает» (1931) с Уорнером Оулэндом в главной роли.
Действие фильма начинается в Гонолулу, где в кабинете детектива Чарли Чана (Сидни Толер) убивают его друга, инспектора Скотленд-Ярда, который расследовал дело об убийстве, работая под прикрытием на борту океанского круиза. Понимая, что убийца находится на корабле, направляющемся в Сан-Франциско, Чан решает присоединиться к круизу и на месте установить преступника. Первоначально среди подозреваемых оказываются организатор круиза, доктор Судерманн (Лайонел Этуилл), племянник убитого Дик (Роберт Лауэри), бывший бизнесмен Пендлтон (Леонард Мьюди), профессор Гордон (Лео Г. Кэрролл) и религиозный фанатик мистер Уолтерс (Чарльз Миддлтон). Лишь после ещё двух убийств Чану с помощью вдовы мистера Пендлтона (Кей Линакер) удаётся разоблачить преступника.
Это пятый фильм, в котором Сидни Толер сыграл роль Чарли Чана. Современные критики дают фильму позитивную оценку, отмечая хорошую работу режиссёра и актёров, а также умелое сочетание в картине серьёзного детективного содержания с элементами юмора.

## Сюжет
В полицейском управлении Гонолулу, в кабинете лейтенанта Чарли Чана (Сидни Толер) его «сын номер два», Джимми (Виктор Сен Юнг), и «сын номер семь», Вилли (Том Лейн), роются в почте отца, чтобы перехватить письмо из школы, где сообщается о плохой успеваемости Вилли. Вскоре заходит Чарли, быстро разоблачая планы своих сыновей. Когда он уже собирается отшлёпать «сына номер семь» за копание в его бумагах, в кабинет входит инспектор Дафф (Монтагю Шоу) из Скотленд-Ярда, и Чарли отправляет детей домой. Сыновья однако остаются в участке и подслушивают разговор двух детективов. Инспектор Дафф рассказывает, что прибыл в Гонолулу инкогнито как участник океанского круиза, который четыре месяца назад отправился из Нью-Йорка. Его целью является задержать убийцу, который задушил нью-йоркского судью, а сейчас предположительно находится среди десяти участников круиза, проводимого доктором Судерманом (Лайонел Этуилл). В момент разговора детективы не видят, что через окно за ними наблюдает подозрительный человек с бородой. Зайдя затем к своему шефу (Уэйд Ботелер), чтобы получить разрешение на работу с Даффом, Чарли узнает, что один из участников круиза был только что задушен в отеле, где остановилась вся группа. Когда Чан возвращается в свой кабинет, то видит, что Дафф также задушен. Потрясённый убийством друга и тем, что нападение произошло в его кабинете, Чарли говорит: «Для меня это горький вызов, который не останется без ответа», и шеф поручает ему расследовать это дело.
Прибыв в гостиницу, где проживают участники круиза, Чан выясняет, что там был задушен некто Кеньон, богатый бизнесмен, недавно вышедший на пенсию. В холле гостиницы участник круиза, профессор археологии Гордон (Лео Г. Кэрролл) представляется Чану, и, услышав о смерти Кеньона, проговаривается, выражая сожаление по поводу смерти Кеньона-старшего, что в круизе участвует также его племянник и наследник, молодой адвокат Дик Кеньон (Роберт Лауэри). Пройдя в комнату убитого, Чан знакомится с Кеньоном-младшим. Дик сообщает детективу, что в момент убийства находился в компании молодой привлекательной Полы Дрейк (Марджори Уивер), которая также участвует в круизе. Кеньон-старший был против отношений племянника с Полой, считая, что она авантюристка, которая охотится за богатством их семьи. В руке у убитого Кеньона Чарли обнаруживает мешочек с 30 серебряными монетами, трактуя это как символическую плату за предательство. По следам волочения тела Чан быстро устанавливает, что убийство Кеньона было совершено в соседнем номере другого участника круиза, Джеральда Пендлтона (Леонард Мьюди). Зайдя к нему, Чан видит, что Пендлтон нервно собирает вещи и намеревается уехать из гостиницы. На вопрос о смерти Кэньона в его постели Пендлтон заявляет, что ему об этом ничего не известно. После этого, ссылаясь на страх за свою жизнь и плохое самочувствие, Пендлтон быстро уходит, чтобы переселиться в другой отель, однако так там и не появляется. Чан вскоре выясняет, что Кеньона задушили багажным ремнём от чемодана Судермана. Затем, услышав выстрел и пронзительный женский крик, Чан заходит в номер ещё одной участницы круиза, экзальтированной богатой светской дамы Сьюзи Уотсон (Кора Уизерспун), у которой служит секретаршей Пола Дрейк. Уотсон рассказывает, что увидела мужчину на своем балконе. Выйдя на балкон, Чан находит там спрятавшегося за занавеской Джимми, своего «сына номер два», который решил поучаствовать в расследовании и нашёл внизу под балконом пистолет. Вскоре в комнате появляются «ухажёр» Сьюзи, богатый бизнесмен Росс (Дон Беддоу), который хватает пистолет, тем самым уничтожая возможные отпечатки пальцев на нём. Затем появляется пуританская на вид пара, мистер и миссис Уолтерс (Чарльз Миддлтон и Клер Дю Брей), которая трактует всё происходящее как действие потусторонних сил. При этом миссис Уолтерс добавляет, что слышала, как вечером Дик ссорился с дядей по поводу своих отношений с Полой и даже угрожал ему.
На следующий день пароход отплывает в Сан-Франциско, и Чан, уверенный в том, что убийцу надо искать среди участников круиза, также отправляется с ними в путь. Джимми также оказывается на борту, спрятавшись под брезентом в спасательной шлюпке. Найдя его, Чан поручает сыну переодеться в форму стюарда и обыскать все каюты в поисках пиджака с разорванным рукавом. Когда Джимми заходит к Пендлтону, тот направляет на него пистолет. Вслед за Джимми в номере появляется Чан, которому Пендлтон рассказывает, что не убивал Кеньона, а нашёл его уже убитым. По словам Пендлтона, вскоре после заселения он поменялся с Кеньоном номерами. Некоторое время спустя Пендлтон решил зайти в свой бывший номер за забытыми вещами, и у самых дверей он наткнулся на убегающего человека, которому случайно порвал пиджак. Когда Пендлтон зашёл в номер, то увидел убитого Кеньона, и, никому ничего не сообщив, перетащил труп в его изначальный номер. Во время рассказа кто-то просовывает в каюту Пендлтона точно такой же мешочек с серебряными монетами, что крайне пугает Пендлтона, так как он трактует это как предупреждение об убийстве. Он говорит, что пять лет назад такой же мешочек получила его жена, на которую на следующий день было совершено покушение. Понимая, что Кеньона убили по ошибке, приняв его за Пендлтона, Чан устанавливает у его каюты постоянную охрану. В клубном зале парохода, где гости играют в карты и настольные игры, Чан подходит к профессору Гордону, который играет в китайскую игру маджонг. Очень быстро Чан понимает, что Гордон путается в правящих династиях Китая. Мистер Уолтерс рвётся поговорить с Чаном, однако его миссис Уолтерс останавливает мужа, заявляя, что сейчас не место и не время для разговора. Джимми, который рыщет по каютам, находит у Росса пиджак с разорванным рукавом. Когда Джимми замечают выходящим из номера Росса с пиджаком в руках, за ним начинается погоня, и, убегая, он прячется в каюте Чана. Тем временем к Чану заходит Судерман, предлагая снять охрану с каюты Пендлтона, а также говорит, что решил организовать прощальную вечеринку для участников круиза, в ходе которой наряду с танцами каждые пятнадцать минут будут проводиться шутливые скачки на лошадках.
В то время, когда все участвуют в празднике, неизвестный мужчина в маске и с бородой бьёт по голове охранника Пендлтона, заходит каюту и душит Пендлтона шнурком от ботинка. Вскоре Джимми сообщает отцу о том, что Пендлтон мёртв. Зайдя в каюту к убитому, Чан находит проект телеграммы Пендлтона в Солт-Лейк-Сити своей жене Линде, в которой говорится: «Мы в опасности. Не приезжай в Сан-Франциско». Затем Чан направляется в радиорубку, где читает телеграмму Линде, отправленную от имени Пендлтона через несколько минут после его убийства, в которой говорится: «Всё в порядке. Приезжай!» Вскоре Гордон сообщает Чану, что у него пропал шнурок от ботинка, однако категорически отрицает, что он задушил Пендлтона. Понимая, что убийца Пендлтона в момент убийства отсутствовал на прощальной вечеринке, Чан просит Судермана принести ему негативы всех фотографий, сделанных на мероприятии, чтобы выяснить, кто из гостей отлучался из зала. Вскоре после этого Чану поступает анонимный звонок, и ему сообщают, где находится шнурок Гордона, и Джимми отправляется за ним, однако ничего не находит. В тот момент, когда Чан проявляет фотографии, неизвестный с бородой подкрадывается к нему сзади, бьёт по голове, лишая сознания, и крадёт негативы. Когда неизвестный выходит из каюты Чана, его замечает возвращающийся Джимми, бросаясь за ним в погоню. Это видят пассажиры и другие члены экипажа, преследуя неизвестного и в итоге загоняя его в машинное отделение. Там неизвестный стреляет, и после нескольких обменов выстрелами в темноте неизвестного обнаруживают убитым. Когда с убитого неизвестного снимают бороду и маску, оказывается, что это Росс, а негативы, которые он похитил, засвечены. Вместе с тем, по следам пороха выясняется, что выстрел был сделан в упор, и значит Росса застрелил не помощник капитана, как это предполагалось, а кто-то другой, кто находился вплотную к убитому.
Тем временем корабль прибывает в Сан-Франциско, и Чан просит Судермана собрать через некоторое время всех участников круиза в местном морге. В отсутствие Чана коронер (Харлан Бриггс) открывает собственное слушание, приходя к заключению, что Пендлтона задушил Росс, который в свою очередь был застрелен членом экипажа в ходе перестрелки. Когда коронер уже закрывает заседание, появляется Чан, заявляя, что у него есть новый свидетель. В зал на кресле-каталке и с повязкой на глазах ввозят Линду Пендлтон (Кэй Линакер), которая по пути в Сан-Франциско попала в серьёзную аварию и временно страдает потерей зрения. Линда рассказывает, что была актрисой, когда вышла замуж за некого Джима Эберхарда, который выдавал себя за ювелира, а на самом деле оказался профессиональным вором. Когда Эберхард попытался втянуть Линду в свои дела, она донесла на него в полицию. Эберхарда поймали и осудили, и перед расставанием он пообещал Линде, что отомстит ей. Пока Эберхарда не было, Линда развелась с ним, и с тех пор всё время жила в страхе. Затем Линда вышла замуж за Пендлтона, однако затем Эберхард бежал из тюрьмы, после чего она получила мешочек с 30 серебряными монетами. На следующий день Эберхард ворвался к ней в квартиру и попытался её убить, однако его снова задержали и посадили в тюрьму. Четыре месяца назад он снова вышел на свободу, и, вероятно, отплыл из Нью-Йорка на корабле в составе круиза. Однако мистер Пендлтон и Эберхард никогда не видели друг друга и не знали друг друга в лицо. Когда присутствующие приходят к заключению, что Росс и был Эберхардом, Чан сообщает информацию от полиции Нью-Йорка, согласно которой Росс был оптовым торговцем ювелирными изделиями, который находится на подозрении у полиции как перекупщик краденого. Эберхард, угрожая Россу имеющимся у него компроматом, заставил того работать на себя. Когда ситуация стала для него угрожающей, Эберхард убил Росса, устранив единственного свидетеля, который мог разоблачить его, и теперь чувствует себя в безопасности. Однако Линда, хотя и не может опознать Эберхарда визуально, способна узнать его по голосу. После этого Чан просит всех по очереди встать и произнести по одной фразе. Когда первым говорит Судерман, Линда уверенно заявляет, что это голос Эберхарда. Когда полиция пытается задержать Судермана, начинается паника и гаснет свет, а Судерман убегает и прячется. В этот момент кто-то незаметно забирает со стола маску и накладную бороду. Когда участники дознания расходятся, Пола сообщает Чану, что они с Диком решили пожениться. Тем временем человек в маске и с бородой возвращается в морг и похищает Линду, запираясь с ней в одной из комнат, где пытается задушить её. Дверь быстро взламывают, и со злоумышленника снимают бороду и маску, выясняя, что это профессор Гордон. Он сознаётся, что убил нью-йоркского судью, который посадил его в тюрьму, а также Даффа, который шёл по его следу. Одержимый чувством мести и фактически потерявший рассудок, Эберхард по ошибке убил Каньона, а затем убил мистера Пендлтона как второго мужа Линды, и собирался убить и её. По словам Чана, Эберхард очень хорошо продумал своё преступление, даже по очереди с Россом надевал бороду и маску, чтобы запутать следствие, однако его подвели две вещи — плохое знание истории Древнего Китая и следы пороха на голове у Росса. После этого Чан сообщает, что Судерман, которого поймал и арестовал Джимми, на самом деле помогал Чану по его просьбе, также как и Линда, которая вовсе не попадала в аварию и была совершенно здорова. Когда все участники круиза спускаются на берег, коронер предлагает Чану выпить по чашечке кофе, однако Чан говорит, что предпочёл бы провести время в более весёлом и шумном месте, чем морг, и в этот момент Джимми случайно стреляет в пол из пистолета.

## В ролях
- Сидни Толер — Чарли Чан
- Виктор Сен Юнг — Джимми Чан
- Роберт Лауэри — Дик Кеньон
- Марджори Уивер — Пола Дрейк
- Лайонел Этуилл — доктор Судерман
- Дон Беддоу — Фредрик Росс
- Лео Г. Кэрролл — профессор Гордон
- Кора Уизерспун — Сьюзи Уотсон
- Леонард Мьюди — Джеральд Пендлтон
- Чарльз Миддлтон — Джеремия Уолтерс
- Клер Дю Брей — Сара Уолтерс
- Харлан Бриггс — коронер
- Кэй Линакер — Линда Пендлтон
- Джеймс Бёрк — Уилки
- Ричард Кин — Баттонс
- Лэйн Том-младший — Уилли Чан
- С. Монтагю Шоу — инспектор Дафф

## Создатели фильма и исполнители главных ролей
Режиссёр Юджин Форд в период с 1926 по 1947 год поставил 42 фильма, среди которых пять фильмов из киносерии про Чарли Чана 1934—1940 годов, три фильма про частного детектива Майкла Шейна 1940—1941 годов, два фильм из киносерии про Криминального доктора 1943—1945 годов, шпионский триллер «Берлинский корреспондент» (1942), а также фильмы нуар «Ответный удар» (1947) и «Невидимая стена» (1947).
Сидни Толер за свою карьеру, охватившую период с 1929 по 1946 год, сыграл в 79 фильмах, среди которых мелодрама с Марлен Дитрих «Белокурая Венера» (1932), комедия с Лорелом и Харди «Наши отношения» (1936), романтическая комедия с Уильямом Пауэллом «Двойная свадьба» (1937) и исторический биографический фильм «Если бы я был королём» (1938). В 1939—1946 годах Толер сыграл детектива Чарли Чана в 19 фильмах сначала на студии Twentieth Century Pictures, а с 1944 года — на Monogram Pictures.
Лайонел Этуилл начал кинокарьеру в 1918 году, сыграв вплоть до 1946 года в 74 фильмах, среди которых приключенческий экшн «Одиссея капитана Блада» (1935), драма «Три товарища» (1938), детектив «Собака Баскервилей» (1939), фильм ужасов «Сын Франкенштейна» (1939) и романтическая комедия «Быть или не быть» (1942).
Лео Г. Кэрролл наиболее известен по ролям второго плана в фильмах Альфреда Хичкока «Ребекка» (1940), «Подозрение» (1941), «Заворожённый» (1945), «Дело Парадайна» (1947), «Незнакомцы в поезде» (1951) и «На север через северо-запад» (1959). Он также сыграл в таких значимых картинах, как «Сэди Макки» (1934), «Грозовой перевал» (1939), «Частная жизнь Елизаветы и Эссекса» (1939), «Злые и красивые» (1952) и «Тарантул» (1955).

## История создания фильма
В основу фильма положен роман Эрла Дерра Биггерса под названием «Чарли Чан идет по следу» (англ. Charlie Chan Carries On) (1930). В 1931 году студия Twentieth Century Fox уже экранизировала этот роман под оригинальным названием, однако тот фильм не сохранился и считается утерянным. В 1940 году студия Fox создавала этот, технически более совершенный фильм, который основан на том же романе и является ремейком фильма 1931 года.
Рабочими названиями этого фильма были «Круиз Чарли Чана» (англ.  Charlie Chan's Cruise), «Восточный круиз Чарли Чана» (англ.  Charlie Chan's Oriental Cruise), «Круиз Чана» (англ.  Chan's Cruise) и «Смертельный круиз Чана» (англ.  Chan's Murder Cruise).
Производство фильма началось в конце января 1940 года. Премьера фильма в Нью-Йорке состоялась 2 мая 1940 года. В прокат фильм вышел 21 июня 1940 года.

## Оценка фильма критикой
Рецензент журнала TV Guide пришёл к заключению, что это «достаточно хороший детектив, где как режиссура, так и операторская работа находятся на должном уровне». Кинокритик Деннис Шварц оценил картину как «фильм выше среднего уровня в киносериале о Чарли Чане». По его мнению, «это приключение с Чаном забавно тем, что подозреваемых много, и это затрудняет раскрытие дела».
По мнению современного историка кино Брюса Эдера, «в этом фильме режиссер Юджин Форд и актёрский состав, великолепно возглавляемый Толером, находят совершенно правильный баланс серьёзности и юмора». Как добавилкинокритик Хэл Эриксон, «комедийные нотки фильму обеспечивают Виктор Сен Юнг в роли вечно неуклюжего „сына номер два“ Чана и Кора Уизерспун в роли жаждущей мужского внимания старой девы Сьюзи Уотсон».